# Bundesautobahn 485
Die Bundesautobahn 485 (Abkürzung: BAB 485) – Kurzform: Autobahn 485 (Abkürzung: A 485) – ist eine vom Gießener Nordkreuz an Gießen und Linden vorbei bis Langgöns verlaufende Bundesautobahn. Sie ist bis zur Anschlussstelle Bergwerkswald Teil des Gießener Rings und wird täglich im Durchschnitt von etwa 50.000 Fahrzeugen befahren. Das höchste Verkehrsaufkommen besteht zwischen den Anschlussstellen Schiffenberger Tal und Bergwerkswald mit zeitweise mehr als 63.000 Fahrzeugen pro Tag.
Die A 485 war ursprünglich ein Teil eines aufgegebenen Abschnittes der A 49.
Zwischenzeitlich war geplant, die am Gießener Nordkreuz nahtlos in die A 485 übergehende autobahnähnlich ausgebaute Bundesstraße 3a ohne bauliche Veränderungen zur Bundesautobahn umzuwidmen und damit die A 485 bis Marburg zu „verlängern“. Die Stadt Marburg versprach sich von dem formellen Autobahnanschluss eine höhere Attraktivität für Unternehmensansiedlungen. Das Vorhaben scheiterte, da nicht alle an der Strecke liegenden Gemeinden zustimmten.

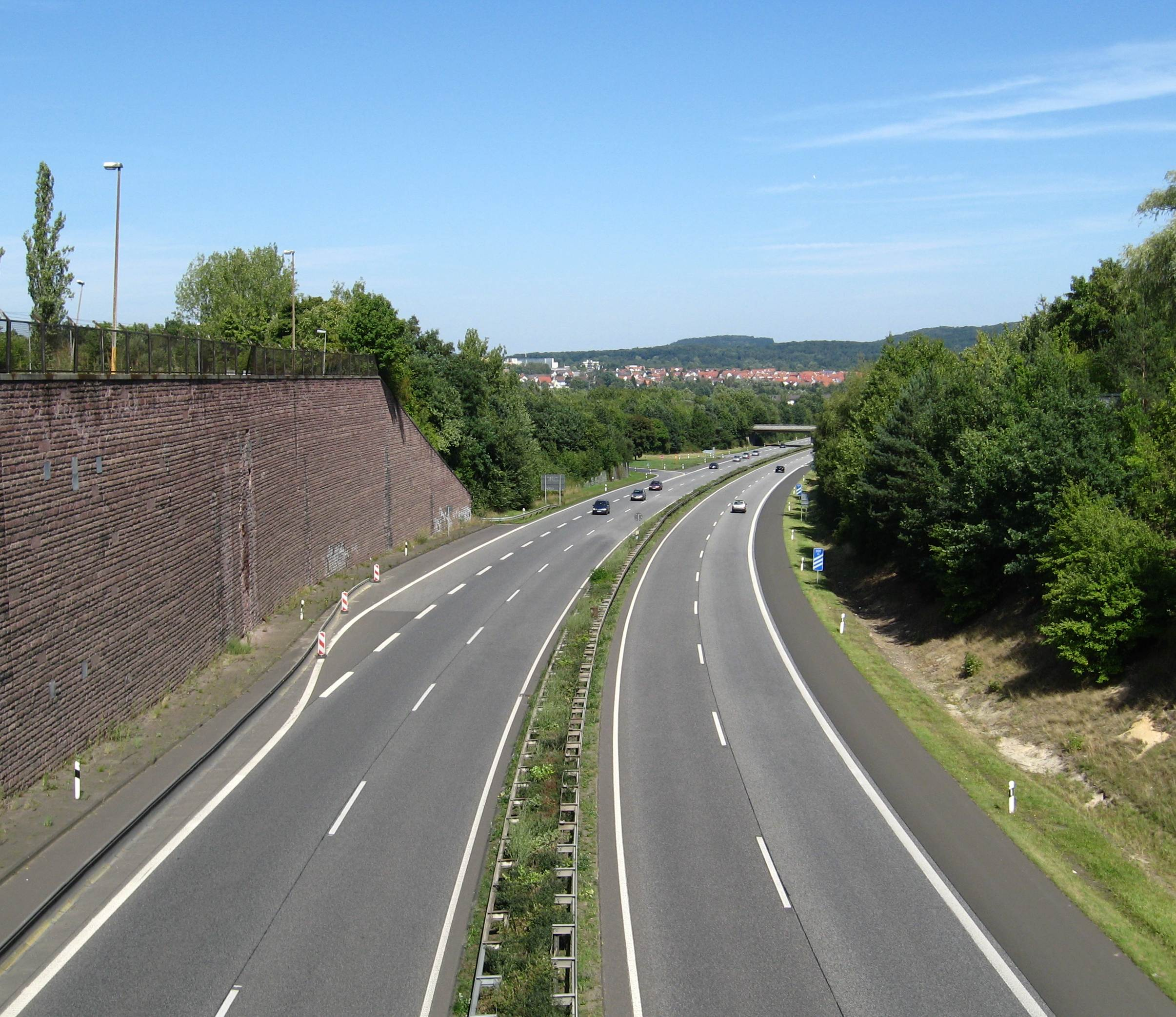
Die A 485 von der Rödgener Straße
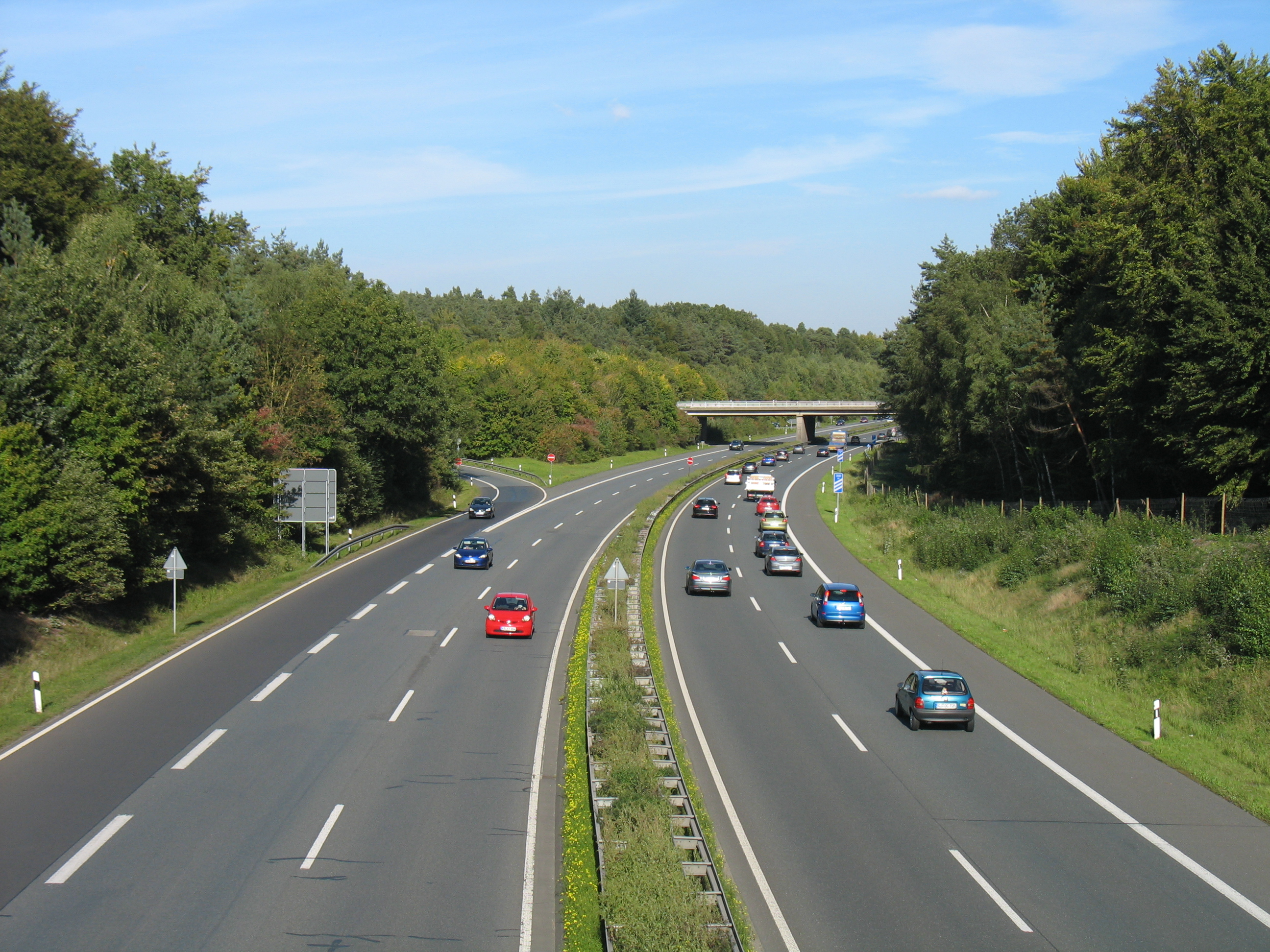
Die A 485 beim Dreieck Bergwerkswald